# Verwaltungsgericht der Freien Hansestadt Bremen
Das Verwaltungsgericht der Freien Hansestadt Bremen ist das einzige Verwaltungsgericht (VG) des Bundeslandes Bremen und ein Gericht der Verwaltungsgerichtsbarkeit.

## Gerichtssitz und -bezirk

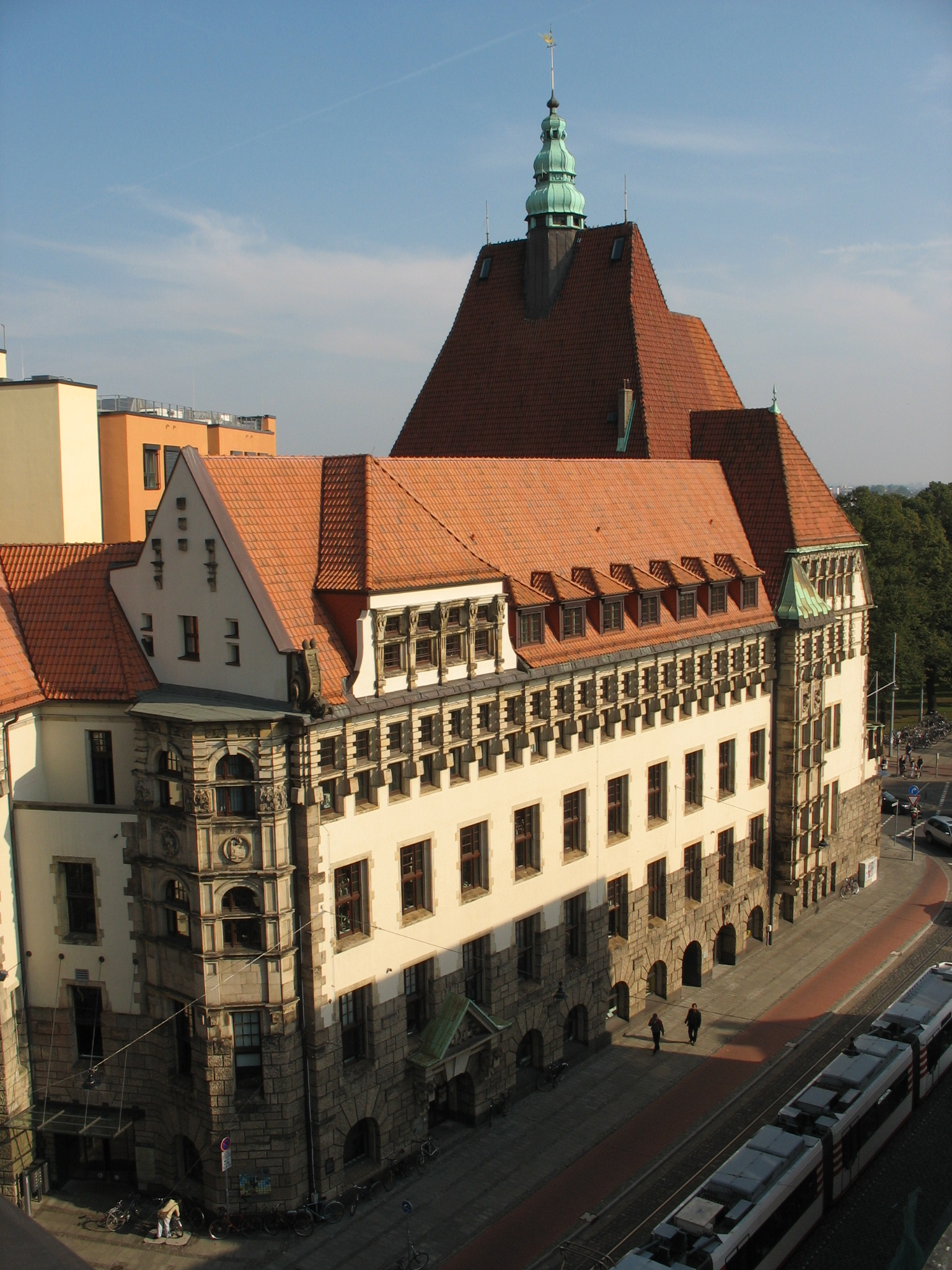
Ehemaliges Polizeihaus, in dem sich heute das Fachgerichtszentrum Bremens befindet

Das Verwaltungsgericht der Freien Hansestadt Bremen hat seinen Sitz in Bremen. Gerichtsbezirk ist das gesamte Gebiet des Bundeslandes. Im 419 km² großen Gerichtsbezirk leben mehr als 663.000 Menschen.
Das Verwaltungsgericht ist im Fachgerichtszentrum im ehemaligen Polizeihaus untergebracht. Die Anschrift lautet: Verwaltungsgericht Bremen, Justizzentrum Am Wall, Am Wall 198, 28195 Bremen.

## Organisation und Personal
Präsidentin des VG Bremen ist seit dem 14. August 2019 Meike Jörgensen. Die Vizepräsidentin ist seit dem 15. Dezember 2017 Silke Benjes. Nach dem Handbuch der Justiz 2018/19 sind neben der Präsidentin 23 Berufsrichter beim VG Bremen beschäftigt. 2015 waren 34 Mitarbeiter beim Verwaltungsgericht Bremen beschäftigt.
Das VG Bremen verfügt nach dem Geschäftsverteilungsplan 2012 über sechs allgemeine Kammern und über vier Fachkammern für Angelegenheiten nach dem Sozialgerichtsgesetz gemäß dem Gesetz über die Einrichtung besonderer Spruchkörper beim Verwaltungsgericht und Oberverwaltungsgericht zur Ausübung der Sozialgerichtsbarkeit vom 30. November 2004. Weitere Fachkammern sind die Fachkammer für Personalvertretungssachen und die Fachkammer für Disziplinarsachen.

## Instanzenzug
Das VG ist dem Oberverwaltungsgericht der Freien Hansestadt Bremen untergeordnet, das seinen Sitz ebenfalls in Bremen hat. Diesem ist das Bundesverwaltungsgericht übergeordnet.

## Geschichte
Das Verwaltungsgericht Bremen wurde durch das am 1. Juli 1924 in Kraft getretene Gesetz zur Errichtung der Verwaltungsgerichtsbarkeit gegründet. Am 4. Juli 1924 fand die erste Sitzung des VG statt. Das Land Bremen hatte damit als letztes Bundesland des Deutschen Reiches eine Verwaltungsgerichtsbarkeit eingerichtet, wie es Art. 107 der Weimarer Reichsverfassung vorsah. Zunächst waren in Bremen keine Rechtsmittelinstanzen vorgesehen, das VG entschied daher erst- und letztinstanzlich. Durch Gesetz vom 14. September 1933 wurde aber doch – zunächst nur als Revisionsinstanz – ein bremisches Oberverwaltungsgericht eingerichtet.
Während des Nationalsozialismus wurde durch Abschnitt IV Abs. 2 der „Verordnung über die Vereinfachung der Verwaltungsarbeit“ vom 28. August 1939 in das Belieben der Verwaltung gestellt, ob ein verwaltungsgerichtliches Verfahren stattfindet. Dementsprechend tendierte die Arbeitsbelastung der Verwaltungsgerichtsbarkeit gegen Null.
Mit der Besetzung Bremens durch britische Truppen am 27. April 1945 und der Kapitulation des Kampfkommandanten am 28. April 1945 endete die Tätigkeit des Verwaltungsgerichtes zunächst. Auf Veranlassung der amerikanischen Besatzungsbehörden wurden durch Erlass vom 27. Juni 1945 die bremischen Gerichte wieder eröffnet. Da aber die Behörden nach Vorgaben der Alliierten arbeiten mussten und deren Vorgaben der gerichtlichen Kontrolle entzogen waren, konnte die Wiederaufnahme der Tätigkeit des VG Bremen bis 1946 warten. Mit Gesetz vom 1. Februar 1946, welches am 16. Juli 1946 in Kraft trat, war Bremen nunmehr das erste Bundesland, welches wieder über eine Verwaltungsgerichtsordnung und damit Verwaltungsgerichtsbarkeit verfügte.
War das Verwaltungsgericht zunächst noch im alten Gerichtshaus untergebracht, konnte es 1951 in eigene Räumlichkeiten „Am Alten Wall 6“ umziehen. Gleichzeitig vergrößerte sich das Verwaltungsgericht: Die Anzahl der Berufsrichter stieg von einem (1952) auf sechs (1955).
Mit der Verwaltungsgerichtsordnung (VwGO) vom 21. Januar 1960 wurde eine bundeseinheitliche Regelung für die Verwaltungsgerichte getroffen.
Eine Zunahme von Verfahren machte eine Aufstockung der Richterstellen erforderlich. Waren 1960 nur acht Berufsrichter am VG Bremen tätig, waren es zehn Jahre später 12 und 1980 schließlich 16 Verwaltungsrichter.

## Entscheidungssammlung
Das VG Bremen stellt eine elektronische Entscheidungsdatenbank zur Verfügung.